# مروونژی‌ها
در تاریخ فرانسه مِرووَنژی‌ها (به فرانسوی: Mérovingiens) یکی از دودمان‌های پادشاهی فرانکی بودند که بین سده‌های ۵ تا ۸ میلادی در منطقه‌ای با مرزهای متغیر، در بخش‌هایی از فرانسه و آلمان امروزی فرمانروایی می‌کردند.
مروونژی‌ها را معاصرانشان گاه «شاهان گیسو دراز» (به لاتین: reges criniti) می‌نامیدند. علتش این بود که افراد این دودمان به پیروی از سنت رهبران قبیله‌های فرانکی موهای خود را نمی‌تراشیدند. (بر طبق سنت، مردان جنگی فرانکی، برعکس رهبران، همیشه موهای خود را کوتاه نگه می‌داشتند).
لقب دیگری که به مروونژی‌ها داده شده بود «شاهان بی‌عار» بود، زیرا در خلال ۲۰۰ سال فرمانروایی، این پادشاهان، بیشتر وقت خود را صرف خوشگذرانی کردند و گرداندن امور به دوش مسئول کاخ و دربار بود.
به این خاطر بود که از این دودمان، بعداً دودمان دیگری به نام کارولنژی منشعب شد.

## تأثیرات
سلسلهٔ مروونژی نام خود را از مرووش (Merovech) گرفته‌است که از سال ۴۴۷ تا ۴۵۷ میلادی پادشاه فرانک‌های سالی بود.
نوهٔ مرووش به نام کلوویس یکم توانست بخش اعظم سرزمین گل واقع در شمال لوآر (Loire) را یکپارچه و یگانه کند. وی همچنین با غسل تعمید خود در ۴۹۶ میلادی باعث گسترش کیش کاتولیک در فرانسه و مناطق پیرامونی آن گشت.
کلوویس پس از مرگ خود، بر پایهٔ یک سُنتِ قدیمی فرانکی، قلمرو خود را میان چهار پسرش بخش کرد.
سیستم فئودالیسم و بزرگ‌زمین‌داری نیز ریشه در دوران پادشاهی مروونژی‌ها دارد. شاهان این دودمان بخش‌های بزرگی از قلمرو خود را برای فرمانروایی و دفاع نظامی در دست سرداران و فئودال‌های محلی قرار دادند.

## تاریخچه
پادشاهی مروونژیها از سال ۵۰۹ (میلادی) دربرگیرنده فرانک‌ها، سرزمین گل و بخش‌های کنونی فرانسه به جز بورگوندی بود. پسران کلوویس پس از تقسیم سرزمین پدرشان در جنگ با بورگوندی‌ها یگانگی خویش را پاس داشتند و به یکدیگر یاری رساندند؛ ولی پس از مرگ این برادران، جانشینانشان به جان هم افتادند تا اینکه در زمان پادشاهی کلوتار یکم در سال ۵۵۸ دوباره سرزمین‌های پیشین یکپارچه گردید و او پادشاه همه سرزمین‌های فرانکی شد. او سه سال پس از آن مرد و سرزمینش میان چهار پسرش بخش شد. فرزندان او راه خوشگذرانی را پیش گرفتند. پادشاهی آنان دچار جنگ خانگی و ناتوانی بسیاری می‌شد. با این همه در سده نخست فرمانروایی اینان قدرتی استوار در اروپای غربی به‌شمار می‌آمدند. در دهه‌های پایانی پادشاهی ایشان شهرداران کاخ‌ها برخاستند، اینان که پس از مروونژی‌ها به پادشاهی رسیدند کنترل کشور را کم‌کم در دست می‌گرفتند. در سالهای پایانی سده هفتم اینان به همه‌کاره‌های کشور تبدیل شده بودند.
پس از پادشاهی نیرومند داگوبرت یکم (مرگ به سال ۶۳۹، که در تاختن به سرزمین‌های بیگانه چون اسپانیا و مرزهای اسلاوهای بیدین در شرق بسیار فرسوده شده بود، پادشاهان مِرووٙنژی دیگر شاهان هیچ‌کاره شده بودند. این شاهان ناتوان در خردسالی به تخت می‌نشستند و در سنین جوانی می‌مردند و شهرداران کاخها نیز به نبرد با یکدیگر بر سر برتری‌جویی سرگرم بودند. سرانجام یکی از این شهرداران به نام آرنولف پپن میانه در سال ۶۸۷ بر هماوردانش به پیروزی بزرگی دست یافت و فرمانروایی را به دست گرفت. در این دوره سراشیب مروونژی‌ها تنها می‌توان از دو پادشاه نیرومند نام برد:داگوبرت دوم و شیلپریک دوم. با این همه شهرداران کاخها بر گسترش چیرگی خویش بر دستگاه فرمانروایی ادامه دادند. در این زمان کشور را از دو بخش مهم تشکیل می‌شد:نوستریا و اوسترازیا. فرزند پپن شارل مارتل نام داشت که چند سال بی اینکه پادشاهی در میان باشد فرمانروایی نمود، پس از او پسرش پپن کهتر بزرگان فرانک را برای امر تغییر دودمان پادشاهی گرد هم آورد. هنگامی که پاپ زکریا از وی برای نبرد با لومباردها یاری خواست، وی بر خواسته خود برای پذیرش تاجگذاری خود از سوی کلیسا پای فشرد. در سال ۷۵۱ شیلدریک سوم واپسین شاه مروونژی برکنار شد. از کشتن او گذشتند ولی موهای بلندش را تراشیدند و وی را روانه صومعه کردند.